# الأخلاق التطويرية

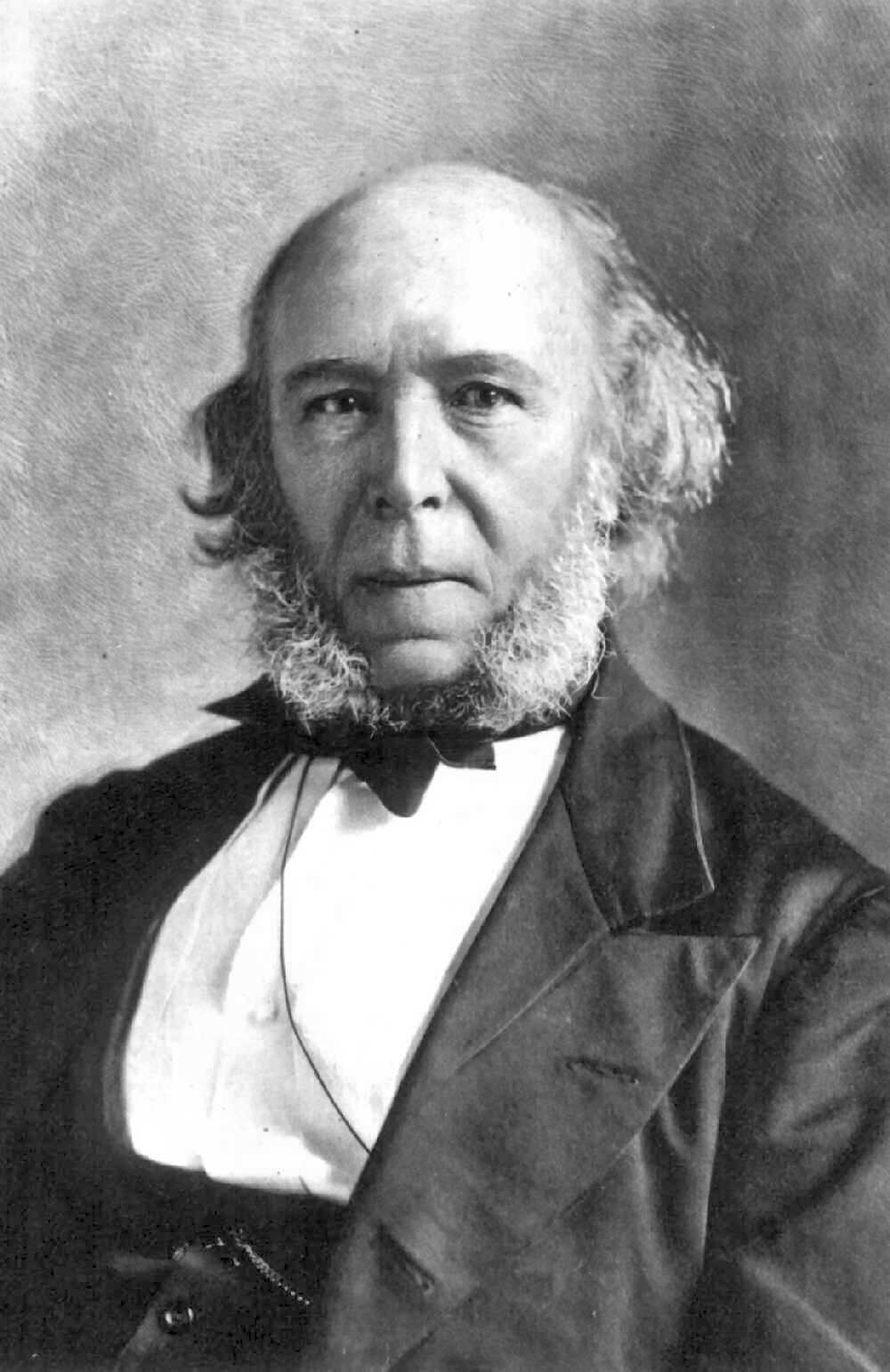

الأخلاقيات التطورية مجال يستكشف كيفية تأثير النظرية التطورية على فهمنا للأخلاقيات أو الأخلاق. القضايا التي تبحث فيها أخلاقيات التطور واسعة جدًا. يدعي مؤيدو الأخلاقيات التطورية أن لها تأثيرات مهمة في الأخلاقيات الوصفية، والأخلاقيات المعيارية، والأخلاقيات الفوقية.
تتكون الأخلاقيات التطورية الوصفية من مقاربات بيولوجية للأخلاق تستند إلى الدور المزعوم للتطور في تشكيل النفس البشرية والسلوك البشري. لهذه المقاربات بعض الأسس في المجالات العلمية مثل علم النفس التطوري، وعلم الأحياء الاجتماعي، وعلم السلوك الحيواني، وتسعى إلى شرح السلوكيات الأخلاقية البشرية، والقدرات، والميول من الناحية التطورية. فمثلًا، يمكن تفسير الاعتقاد المُجمع عليه عالميًا تقريبًا بأن سفاح القربى خطأ أخلاقي على أنه تكيف تطوري ساهم في بقاء الإنسان.
لا تسعى الأخلاقيات التطورية المعيارية إلى تفسير السلوك الأخلاقي، بل إلى تفسير أو دحض بعض النظريات أو الادعاءات الأخلاقية المعيارية. فمثلًا، جادل بعض أنصار الأخلاقيات التطورية المعيارية بأن النظرية التطورية تقوض بعض الآراء المتبناة على نطاق واسع والمتعلقة بالتفوق الأخلاقي للبشر على الحيوانات الأخرى.
تسأل الأخلاقيات الفوقية التطورية عن أهمية النظرية التطورية في نظريات الخطاب الأخلاقي، ومسألة ما إذا كانت القيم الأخلاقية الموضوعية موجودة، وإمكانية وجود معرفة أخلاقية موضوعية. مثلًا، ناشد بعض علماء الأخلاقيات التطورية النظرية التطورية للدفاع عن أشكال مختلفة من معاداة الواقعية الأخلاقية (الادعاء بأن الحقائق الأخلاقية الموضوعية غير موجودة) والشكوكية الأخلاقية.

## تاريخ
تُنسب أول محاولة ملحوظة لاستكشاف الارتباط بين التطور والأخلاق لتشارلز داروين في كتابه أصل الإنسان (1871). في الفصلين الرابع والخامس من ذلك الكتاب شرع داروين في شرح أصل الأخلاق الإنسانية ليبين أن لا وجود لفجوة قاطعة بين الإنسان والحيوانات. أراد داروين أن يظهر كيف يمكن أن يتطور الحس الأخلاقي السامي، أو الضمير، من عملية تطورية طبيعية بدأت بغرائز اجتماعية متجذرة في طبيعتنا باعتبارنا حيوانات اجتماعية.
بعد فترة ليست بالطويلة من نشر كتاب داروين «أصل الإنسان»، اتخذت الأخلاقيات التطورية منعطفًا مختلفًا للغاية - وأكثر إشكالية - في هيئة داروينية اجتماعية. سعى كبار الداروينيين الاجتماعيين مثل هربرت سبنسر وويليام غراهام سمنر إلى تطبيق خلاصة التطور البيولوجي على الحياة الاجتماعية والسياسية. وكما في الطبيعة، زعموا أن التقدم يحدث من خلال عملية ضارية من الصراع التنافسي و«بقاء الأصلح»، وبالتالي فإن التقدم البشري لن يحدث إلا إذا سمحت الحكومات بالمنافسة التجارية غير المقيدة ولم تبذل أي جهد لحماية «الضعفاء» أو «غير اللائقين» من خلال قوانين الرعاية الاجتماعية. هاجم النقاد مثل توماس هنري هكسلي وجورج إدوارد مور وويليام جيمس وجون ديوي مثل هذه المحاولات لاستخلاص النتائج الأخلاقية والسياسية من الداروينية، وبحلول العقود الأولى من القرن العشرين فقدت الداروينية الاجتماعية موثوقيتها بشكل كبير.
السبب في الإحياء الحديث للأخلاقيات التطورية كتاب إدوارد أوبسون ويلسون عام 1975، المُسمّى علم الأحياء الاجتماعي: التوليف الجديد. في هذا العمل، يجادل ويلسون بوجود أساس وراثي لمجموعة واسعة من السلوكيات الاجتماعية البشرية وغير البشرية. وفي العقود الأخيرة، أصبحت الأخلاقيات التطورية موضوع نقاش نشط في الأوساط العلمية والفلسفية.

## وصلات خارجية
بالإنجليزية
- The Evolution of Ethics: An Introduction to Cybernetic Ethics by S. E. Bromberg
- Evolutionary Ethics at the Internet Encyclopedia of Philosophy